# 塞舌爾克里奧爾人
塞舌爾克里奧爾人，是塞舌爾的一個民族，他們說塞舌爾克里奧爾語，是該國的主要民族。

## 起源
塞舌爾本來無人，塞席爾人是來自東非和馬達加斯加的法國定居者和奴隸的後裔，他們也與阿拉伯人、印度人和中國人混血。文化融合了非洲和歐洲元素。

## 分布
今天，塞舌爾人分散在塞舌爾各地。他們的人數約為76,000 人，占整個塞舌爾人口的70%以上。塞舌爾人是政治中的主導群體。
像該國大多數人口一樣，大多數塞席爾人認為自己是基督徒。他們中的大多數是天主教徒，新教、聖公會、基督複臨安息日會和其他基督教教派佔少數。